# 弗雷斯诺河
弗雷斯诺河（英語：Fresno River）是美国加利福尼亚州中部的一条河流，是圣华金河的一条支流，长约68英里（109），起源于内华达山脉西坡。尽管叫做“弗雷斯诺”河，但河流干流并不经过邻近的弗雷斯诺县县治弗雷斯诺，却是馬德拉縣最长的河流。